# باميلا ليندون ترافرز
بي. إل. ترافرز (بالإنجليزية: Pamela Lyndon Travers) (و. 1899 – 1996 م) هي شاعرة، وكاتِبة، وروائية، وكاتبة للأطفال، وصحفية من المملكة المتحدة، وأستراليا، ولدت في ماريبورو، توفيت في لندن، عن عمر يناهز 97 عاماً، بسبب صرع.

## جوائز
حصلت على جوائز منها:
- نيشان الامبراطورية البريطانية من رتبة ضابط.

## وصلات خارجية
- باميلا ليندون ترافرز على موقع IMDb (الإنجليزية)
- باميلا ليندون ترافرز على موقع الموسوعة البريطانية (الإنجليزية)
- باميلا ليندون ترافرز على موقع ميوزك برينز (الإنجليزية)
- باميلا ليندون ترافرز على موقع قاعدة بيانات برودواي على الإنترنت (الإنجليزية)
- باميلا ليندون ترافرز على موقع قاعدة بيانات الأفلام السويدية (السويدية)
- باميلا ليندون ترافرز على موقع ديسكوغز (الإنجليزية)
- باميلا ليندون ترافرز على موقع قاعدة بيانات الفيلم (الإنجليزية)
- باميلا ليندون ترافرز في قاعدة بيانات الأفلام على الإنترنت